# Distretto di Doi Tao
Doi Tao (in thai ดอยเต่า) è un distretto (amphoe) situato nella provincia di Chiang Mai, in Thailandia.

## Storia
Il distretto minore (king amphoe) fu fondato il 16 ottobre 1972, dalla divisione di 4 tambon dal distretto di Hot. Fu promosso a distretto il 25 marzo 1979.

## Geografia
I distretti confinanti sono l'Om Koi, Hot e Sam Ngao.

## Amministrazione
Il distretto Doi Tao è diviso in 6 sotto-distretti (tambon), che sono a loro volta divisi in 42 villaggi (muban).
| n° | Nome               | Villaggi | Abitanti |
| -- | ------------------ | -------- | -------- |
| 1  | Doi Tao (ดอยเต่า)   | 10       | 6.790    |
| 2  | Tha Duea (ท่าเดื่อ)   | 6        | 3.242    |
| 3  | Muet Ka (มืดกา)     | 5        | 3.363    |
| 4  | Ban Aen (บ้านแอ่น)   | 4        | 2.804    |
| 5  | Bong Tan (บงตัน)    | 6        | 4.678    |
| 6  | Pong Thung (โปงทุ่ง) | 11       | 6.407    |